# ソユーズTM-30
ソユーズTM-30 (Союз ТМ-30 / Soyuz TM-30) は、宇宙ステーション・ミールへの往来を目的とした、39回目で最後の有人ミッションである。ミールの商業利用を計画していたミールコープによって行われたミッションとしても知られている。コールサインは「エニセーイ（エニセイ川）」。
ソユーズTM-30には2名の宇宙飛行士が乗り込み、最低でも45日間ミールに滞在することになっていた。打上げから50時間後に、自動操縦でミールとドッキングした。彼らは建設から14年経ったミールを補修し、特に圧力の漏れや太陽電池パネルの不具合を修正した。

## 乗組員
- セルゲイ・ザリョーチン (1) -  ロシア
- アレクサンドル・カレリ (3) -  ロシア